# Pyroklastischer Strom

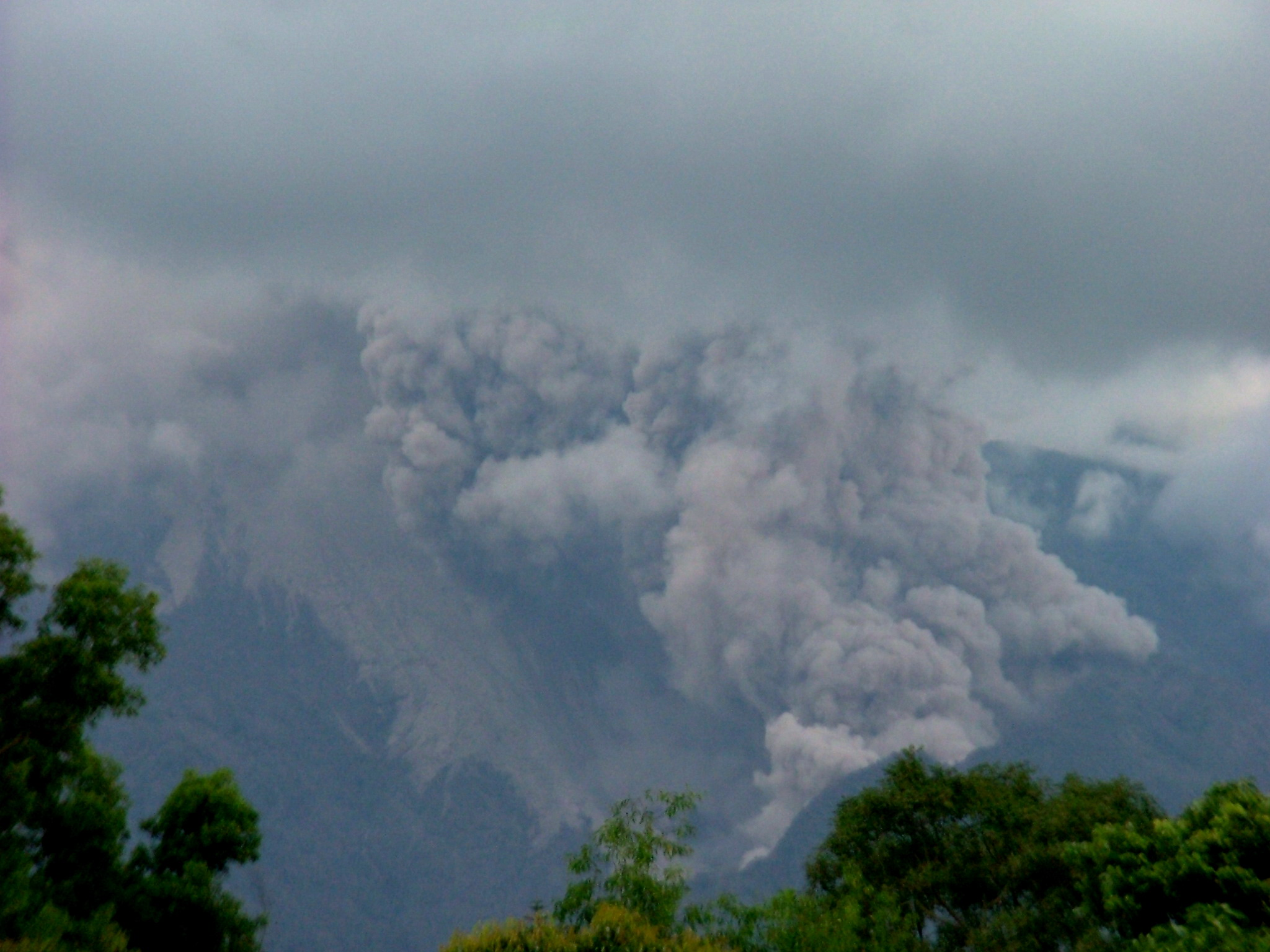
Pyroklastischer Strom am Merapi in Indonesien

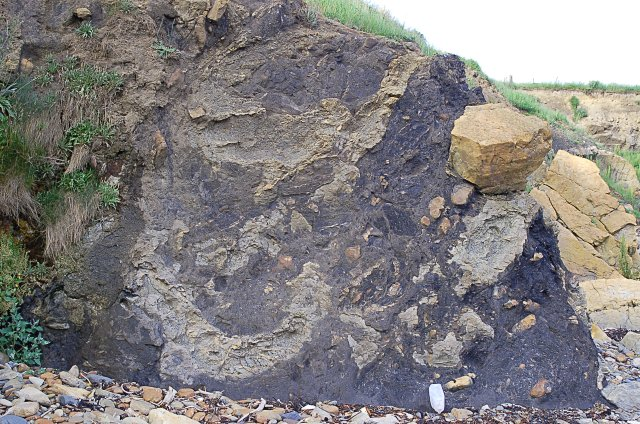
Pyroklastisches Gestein

Ein pyroklastischer Strom (von altgriechisch πῦρ pyr, deutsch ‚Feuer‘ und κλαστός klastós, deutsch ‚zerbrochen‘) ist eine Feststoff-Gas-Dispersion, die in Begleitung explosiver vulkanischer Eruptionen auftreten kann und sich sehr schnell hangabwärts bewegt.

## Entstehung und Auswirkung
Pyroklastische Ströme treten in Zusammenhang mit felsischen, also quarz- und feldspatreichen, seltener intermediären, aber in jedem Falle gasreichen Magmen und Asche auf. Der Begriff (ausgehend von nuée ardente, das im Französischen synonym mit coulée pyroclastique ‚pyroklastischer Strom‘ ist) wurde erstmals im Zusammenhang mit dem Ausbruch des Pelée 1902 verwendet.
Wenn Magma in einem Vulkan aufsteigt, dann sinkt der Druck, und die Gaslöslichkeit im Magma nimmt damit ab. In der Folge entstehen Gasblasen, welche aber aufgrund der Zähigkeit des Magmas vorerst nicht entweichen können. Durch den ansteigenden Gasdruck verfestigt sich das um die Blase liegende Magma breiförmig und kann bei einem Austritt des Gases nicht mehr zusammenfließen, wodurch ein Hohlraum entsteht. Das dickflüssige Magma schiebt sich übereinander und bildet eine so genannte Staukuppe (auch als Lavadom oder, bei spitzeren Formen, als Lavanadel bezeichnet). Ab einer bestimmten Höhe (etwa ab 40 Metern) wird das zähflüssige, halbstarre Gebilde instabil und kann kollabieren.
Beim Austritt aus dem Schlot kann das im Magma gelöste Gas entweichen. Ein pyroklastischer Strom entsteht, wenn dabei Gesteinsbrocken und das Magma zu besonders feiner vulkanischer Asche zerrissen werden und sie zusammen mit den austretenden Gasen mit bis zu 700 km/h den Hang hinab gleiten, wobei eine enorme Zerstörungskraft entfaltet wird. Selbst große Wasserflächen (z. B. offene Meerwasserflächen) werden mühelos überwunden. Beim Ausbruch des Soufrière Hills auf Montserrat konnten erstmals Ströme beobachtet werden, die sich über das Meer ausbreiteten. Im Inneren des Stroms können Temperaturen zwischen 300 und 800 °C herrschen, abhängig von der Größe des Stroms. Pyroklastische Ströme zerstören alles auf ihrem Weg, auch Gebäude. Asche und Staub sind auch in der Nähe dieser Ströme eine tödliche Gefahr.

## Beispiele historischer pyroklastischer Ströme

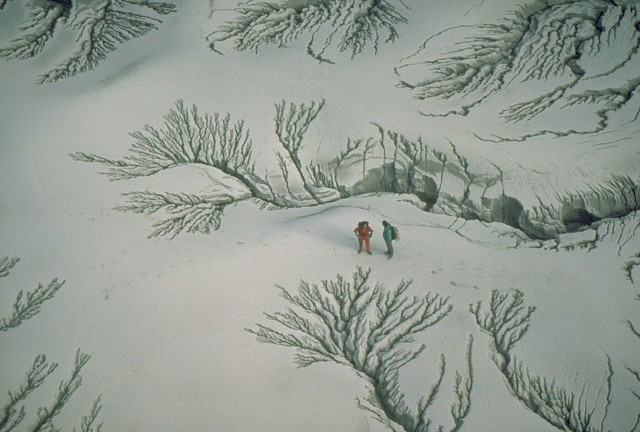
Erkalteter pyroklastischer Strom am Pinatubo

Plinius der Jüngere beobachtete im Jahr 79 den Ausbruch des Vesuvs und beschrieb eine Plinianische Eruption. Seine Darstellungen einer sich in das Tal stürzenden schwarzen Wolke wurden erst spät als pyroklastischer Strom identifiziert. Die Ablagerungen zeigen, dass beim Ausbruch des Vesuvs mehrere pyroklastische Ströme entstanden. Einer davon erreichte Herculaneum und tötete viele Menschen, die in Bootshäusern Schutz gesucht hatten. Ein weiterer erreichte 18 Stunden nach Beginn des Ausbruchs das weiter vom Vesuv entfernte Pompeji. Seine Temperatur von 300 Grad Celsius tötete zwar die Menschen, ließ aber deren Kleidung weitgehend unbeschädigt.
Nach 1812 wurde der indonesische Vulkan Tambora sehr aktiv und erreichte sein Maximum 1815 (VEI-Stärke 7). Bei diesem Ausbruch wurden 160 Kubikkilometer Pyroklastika ausgeworfen, die in der Folge für eine weltweite Klimakatastrophe mit drastischen Temperaturabsenkungen (bis 5,5 °C) sorgten („Jahr ohne Sommer“).
Am 8. Mai 1902 kam es in der Karibik an der Montagne Pelée zum verlustreichsten Ausbruch des 20. Jahrhunderts, der schätzungsweise 29.000 Menschen das Leben kostete.
Am 18. Mai 1980 brach in den USA der Vulkan Mount St. Helens mit einem horizontalen Flankenaufbruch aus und setzte einen pyroklastischen Strom frei, der ein 37 Kilometer breites und 30 Kilometer langes fächerförmiges Areal verwüstete. Dabei wurde neben 56 weiteren Personen auch der Vulkanologe David A. Johnston getötet. Neun Personen überlebten schwer verletzt. Die United States Geological Survey hatte nicht mit einem direkten, so gewaltigen pyroklastischen Strom gerechnet, der 1080 km/h und möglicherweise kurzzeitig sogar Schallgeschwindigkeit erreichte, und daher eine zu kleine Schutzzone ausweisen lassen.
Besonders berüchtigt für seine pyroklastischen Ströme ist der Unzen in Japan. Während seiner letzten Aktivphase (1990–1995) schickte er über 175 von ihnen ins Tal. Am 3. Juni 1991 starben dort neben 41 weiteren Personen die berühmten Vulkanologen Katia und Maurice Krafft bei Filmaufnahmen, als überraschend ein pyroklastischer Strom niederging. Auch der Soufrière auf der Karibikinsel Montserrat ist bekannt dafür; ab dem 25. Juni 1997 führten zahlreiche pyroklastische Ströme, zu denen es bis in den Dezember 1997 kam, zur Zerstörung der südlichen Inselhälfte.
Am 29. September 2014 wurden Bergwanderer auf dem Vulkan Ontake-san in Japan von einem pyroklastischen Strom überrascht. Es wurden mehrere Verletzte gerettet und über 55 Tote geborgen.

## Abgrenzung verwandter Begriffe

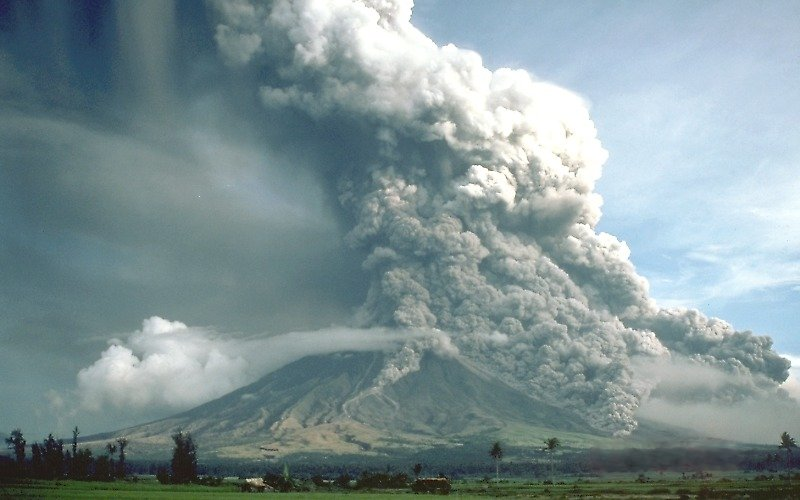
Glutlawine am Mayon (Philippinen)

- Eine Glutlawine ist eine Variante des pyroklastischen Stromes, die mit 300–1000 km/h und Temperaturen von 350 bis 1000 °C die Vulkanhänge hinabrasen und sich kilometerweit ausbreiten kann.
- Ein Lahar ist eine durch Lava ausgelöste Schlammlawine. Er ist mit bis zu 100 °C deutlich kälter als ein pyroklastischer Strom und erreicht Fließgeschwindigkeiten von weniger als 100 km/h.
- Pyroklastische Ströme werden grundsätzlich von den Lavaströmen unterschieden. Pyroklastische Ströme entstehen durch explosive Eruptionen bzw. Eruptionsphasen von Vulkanen, Lavaströme hingegen durch  effusive Eruptionen oder in effusiven Eruptionsphasen.
- In der Vulkanologie werden pyroklastische Surges und pyroklastische Ströme (im engeren Sinn) unterschieden. Ströme und Surges unterscheiden sich durch ihre Dichte (Gasgehalt), bei Surges kann man daher von Glutwolken sprechen.